# Hans Tassenaar
Hans Tassenaar (Nijmegen, 10 december 1964) is een Nederlands voormalig voetballer die als doelman speelde.
Tassenaar speelde in totaal twee jaar voor Vitesse. Aan het einde van het seizoen 1984/85 speelde Tassenaar, die vierde doelman was, drie wedstrijden in de Eerste divisie. Later was hij bij De Treffers actief in de top van het Nederlands amateurvoetbal. Op 4 maart 1990 scoorde de doelman vlak voor tijd de gelijkmaker in de uitwedstrijd tegen HSC '21 in de Zondag Hoofdklasse B. Op 2 april 2018 wist wederom een doelman van De Treffers vlak voor tijd de gelijkmaker te scoren; Niels Kornelis (een neef van Cees Kornelis) in de thuiswedstrijd in de Tweede divisie tegen Kozakken Boys. Tassenaar is de schoonvader van doelman Piet Velthuizen.